# 2e régiment d'artillerie (France)
Pour les articles homonymes, voir 2e régiment.
Ne doit pas être confondu avec 2e régiment d'artillerie à cheval.
« 2e régiment d'artillerie de montagne » redirige ici. Pour le régiment ayant existé en 1910-1923, voir 94e régiment d'artillerie de montagne.
« 2e régiment d'artillerie à pied (France) » redirige ici. Pour le régiment ayant existé en 1910-1914, voir 2e régiment d'artillerie à pied (1910-1914).
Le 2e régiment d'artillerie (2e RA) est un régiment d'artillerie de l'Armée de terre française créé sous la Révolution à partir du régiment de Metz artillerie un régiment français d'Ancien Régime. Plusieurs fois renommé et licencié, il fit partie des Forces françaises en Allemagne basé à Landau in der Pfalz en Allemagne de 1961 jusqu'à sa dissolution en 1999.

## Création et différentes dénominations
- 1791 : 2e régiment d'artillerie
- 1794 : 2e régiment d'artillerie à pied
- 1815 : Licencié
- 1816 : Régiment de Metz
- 1820 : 2e régiment d'artillerie à pied
- 1829 : 2e régiment d'artillerie
- 1854 : 2e régiment d'artillerie à pied
- 1867 : 2e régiment d'artillerie monté
- 1872 : 2e régiment d'artillerie
- 1883 : 2e régiment d'artillerie de campagne
- 1924 : 2e régiment d'artillerie divisionnaire (puis 2e régiment d'artillerie de montagne)
- 1946 : Reconstitué à Lyon en avril comme 2e régiment d'artillerie de montagne
- 1973 : 2e régiment d'artillerie
- 1999 : dissolution.

## Colonels et chefs de corps
- 1er juin 1791 : François Claude de Rison
- 6 février 1792 : chef de brigade Jacques Henri Lefebvre de Ladonchamp (*) ;
- 20 mai 1793 : N. de La Haye
- 14 juin 1795 : N. d'Espinassy
- 14 mars 1799 : Simon Joachim de Faultrier
- 19 juin 1803 : Louis François Demanelle[1]
- 9 mars 1806 : Henri Marie Le Noury (*)
- 17 juillet 1807 : Jean-Pierre Doguereau
- 8 janvier 1814 : Henri Fabian Louis Emmanuel Lambert
- 20 janvier 1815 : Antoine Clément baron Chapelle
- mai 1816 :  Antoine Clément baron Chapelle
- 16 mars 1820 :  Alexis Mathieu
- 2 mars 1823 : Charles Basile Dérivaux
- 12 mars 1825 : Antoine Laurent Capelle[2]
- 20 novembre 1828 : Arnaud Auguste baron de Laporte
- 11 août 1830 : Edouard Ocher de Beaupré
- 25 février 1838 : Claude Joseph Ambroise Picquet
- 16 août 1839 : Louis Henri Alexandre Lombard de Ginibral
- 19 juin 1841 :  Augustin Joseph Bernard Thomas Dubarry de Lesquerron
- 6 avril 1845 : Charles Ambroise Thiry
- 17 juillet 1848 : Joseph Marie Odiot
- 24 janvier 1851 : Charles Marie Dorlodot de Préville
- 6 mai 1853 : Charles Joseph Henri Courtois Roussel d'Hurbal
- 10 mai 1854 : Charles Auger
- 14 octobre 1856 : Gaspard Chabord
- 9 janvier 1858 : Martial Bramaud Boucheron
- 20 août 1862 : Abel Ernest Mazel
- 12 mars 1872 : Pierre Jules Bonnin
- 1880 - 1884 : Auguste Mercier
- 1891 - 1893 : Louis André
- 2 au 22 août 1914 : Colonel Hubert Ernest Thouvenin
- 20 août 1914 - 30 septembre 1914 : Colonel Marie Paul Benjamin Lancrenon
- 1960 - 1963 : Lieutenant-colonel Raymond Faucher[note 1]
- 1963 - 1964 : Colonel Pierre Briquet
- 1964 - 1965 : Colonel Birckel
- 1967 - 1968 : Colonel Bonmarchand
- 1969 -…. : Lieutenant-colonel Delpoux.
- 1970 - 1972 : Colonel Pierre Martin.
- 1972 -…. : Lieutenant-colonel Destribats
- 1975 -..... : Colonel Vaillant
- 1977 - 1979 : Colonel Remondeau
- 1979 - 1980 : Colonel de Guillebon de Resnes
- 1980 - 1982 : Lieutenant-colonel Chevallier-Rufigny[réf. nécessaire]
- 1984 - 1986 : Colonel Daniel Vergniol
- 1983 -... : Lieutenant-colonel Coste
- .1986 - 1987 : Colonel Jean-Jacques Baudot
- 6 décembre 1989 - 26 novembre 1990 : Colonel Alain Dusser
- 1990-1991 :Lieutenant-colonel Coste..
- 1995-1996: Colonel Emmanuel Dubois
- 1996 - 1997 Lieutenant-Colonel François Chevant (TA).
- 1998....: Colonel François Chevant.
- 1998- 1999 : Lieutenant-colonel Faucon.

## Historique des garnisons, combats et batailles

### Guerres de la Révolution et de l’Empire
Devenu 2e régiment d'artillerie en 1791, il forme, en 1792, des compagnies à cheval. Il en fournit rapidement 3 , les 9e, 10e et 11e, qui portaient dans le 2e régiment les nos  21 , 22 et 23. La même année les compagnies à pied et à cheval furent dispersées dans les places de la Franche-Comté et de la Haute-Alsace, à Lyon, et aux armées du Nord et des Pyrénées orientales.
- 1792 : Armée d'Italie,   bataille de Jemappes, bataille de Peyrestortes
- 1793 : Siège de Toulon, Siège de Lyon, Bataille du Boulou, Sièges de Bréda, Siège de Gertruydemberg, défense d'Anvers

À la fin de 1793, le dépôt du 2e RA est envoyé à Toulouse. Il est revenu à Besançon en septembre 1800, sur la demande d'Eblé, pour qu'il fût plus à la portée des nombreuses compagnies qu'il avait à l'armée du Rhin.
Par décret du 19 pluviôse an II (7 février 1794) créant le 1er régiment d'artillerie à cheval, le régiment prend alors la dénomination de « 1er régiment d'artillerie à pied ».
Fin juin 1795, les 1er et 3e bataillons la 38e demi-brigade, le 3e bataillon de la 128e demi-brigade, les 2e et 3e bataillons de la 176e demi-brigade, le 7e bataillon de volontaires de l'Yonne, le 3e régiment de dragons, le 21e régiment de chasseurs à cheval, la 27e division de gendarmerie  et des détachements des 2e, 3e et 6e régiments d'artillerie sont camp de Marly sous les ordres du général Baraguey d'Hilliers commandant de l'armée de Paris.
- 1796 : Combat de Rovereto, Bataille de Salo
- 1797 : Bataille de Rivoli
- 1798 : Bataille d'Aboukir, Bataille de Chebreiss, Bataille des Pyramides
- 1799 : Bataille de Stockach, première et deuxième bataille de Zurich
- 1800 :  Siège de Gênes

Après la paix d'Amiens en 1802, la portion principale du régiment alla s'établir à Plaisance, et son dépôt est resté dans cette ville jusqu'en 1806. Le régiment avait à ce moment sa 2e compagnie à Briançon, la 3e compagnie à Pise, la 13e à Nantes depuis onze ans, et la 19e à Brindisi. 
- 1805 : 
  - Bataille d'Austerlitz. Dans l'artillerie divisionnaire : (60 hommes) du 3e Corps d'Armée (Davout). Artillerie à cheval : 3e compagnie du 2e régiment d'artillerie à cheval avec 2 pièces de 8 livres et 1 obusier de 6 pouces
  - Bataille de Caldiero

Le 18 juillet 1805 , le feu mis par un garde mécontent à l'église du château de Plaisance qui contenait une quantité considérable de munitions, produisit une explosion terrible.

Le colonel Demanelle mourut le 10 novembre 1806 des suites d'un coup de feu qu'il avait reçu l'année précédente à Caldiero . 
- 1806 :

En 1806, le régiment quitte Plaisance pour se rendre à Capoue. 
- 1807 :

Au commencement de 1807 il est à Mantoue et il se rend au mois d'avril à Vérone, où il est resté jusqu'en 1812.

Il avait à cette époque 4 compagnies en Dalmatie, les 1re et 9e à Raguse, la 14e à Spalatro et la 20e à Zara, et 3 compagnies à Corfou, les 11e, 15e et 18e. La 19e compagnie était à Naples.
- 1809 :

Le régiment fournit en 1809 une partie des batteries attachées à l'armée du vice-roi d'Italie, et certaines compagnies participent aux batailles de Wagram, de Raab et de Znaïm.

Après cette campagne , les compagnies du 2e régiment d'artillerie se trouvent dans les positions suivantes : 
- 1re compagnie à Zara
- 2e compagnie à Monteleone
- 3e compagnie à Scilla (Italie)
- 4e compagnie à Vérone
- 5e compagnie à Vérone
- 6e compagnie à Scilla
- 7e compagnie à Laybach
- 8e compagnie à Chioggia
- 9e compagnie à Trieste
- 10e compagnie à Vérone
- 11e compagnie à Corfou (ville)
- 12e compagnie à Vérone
- 13e compagnie à Trieste
- 14e compagnie à Raguse (Italie)
- 15e compagnie à Corfou
- 16e compagnie à Corfou
- 17e compagnie à Rome
- 18e compagnie à Civitavecchia
- 19e compagnie à Capri
- 20e compagnie à Vérone
- 21e compagnie à Vérone
- 22e compagnie à Scilla
- Dépôt à Vérone

- 1812 :

En 1812 le régiment envoya 12 compagnies à la grande armée de Russie. Elles se sont distinguées aux batailles de Viazma, de Maloïaroslavets et de la Moskova
Conformément au décret du 1er août 1813, le régiment avait été porté à 28 compagnies, comme les autres.
- 1813 :

Les mêmes compagnies ont fait la campagne de 1813 en Saxe et celle de 1814 en France. 
- - Campagne d'Allemagne
  - Bataille de Lützen
  - Bataille de Bautzen
  - Bataille de Kulm
  - 16-19 octobre : Bataille de Leipzig
- 1814 : 
  - Campagne de France
  - Bataille de La Rothière
  - Combat de Thionville

La 14e compagnie a été faite prisonnière par les Anglais à Raguse le 29 janvier 1814. Le reste du régiment, après avoir combattu le 19 novembre 1813 à Caldiero (en), avait quitté Vérone à la fin de 1813 et s'était retiré à Alexandrie. Rappelé en France après la capitulation de Paris, il a séjourné à Besançon du 15 juin au 1er décembre 1814, et partit ce jour-là de Besançon sous la conduite du colonel Henri Fabian Louis Emmanuel Lambert pour se rendre à La Fère.
Le régiment avait été réorganisé à Besançon à la date du 23 septembre 1814 par le général Dulauloy.
- 1815 :

Au mois de mars 1815, après le débarquement de l'Empereur à Golfe-Juan et au moment où Louis XVIII se préparait à partir pour Gand, les généraux Lallemand et Lefebvre-Desnouettes, qui commandait le régiment des Chasseurs royaux de France, se présentèrent le 17 mars aux portes de La Fère, espérant entraîner le 2e régiment d'artillerie et s'opposer avec lui et quelques autres troupes à la retraite du roi. Le major Pion, en l'absence du colonel, demeura strictement fidèle au devoir militaire et maintint son régiment en bon ordre. Il reçut du roi Louis XVIII une récompense singulière. Il fut anobli , avec le titre d'écuyer. Cinq jours plus tard l'écuyer Pion obéissait avec la même sérénité aux ordres du gouvernement impérial, et mettait tout son zèle à préparer les huit compagnies du régiment destinées à l'armée du nord, et à installer les autres dans de bonnes conditions dans les places voisines.
Après avoir combattu à Fleurus et Waterloo, les 1re, 2e, 7e, 8e, 17e, 18e, 19e et 20e compagnies suivirent l'armée derrière la Loire, et s'établirent avec le dépôt à Limoges, Poitiers et Bourges.

### De 1815 à 1848
Le général Berge, chargé du licenciement du corps, envoya à Rochefort le dépôt, ces huit compagnies et trois autres qui avaient rallié successivement, prononça la dissolution des onze compagnies sur la place d'Armes de Rochefort le 11 novembre 1815, et fit partir le dépôt le 21 décembre 1815 pour Metz qui n'était pas occupé par les alliés et où il arriva le 21 janvier 1816.
Les 9e, 12e et 13e compagnies qui s'étaient retirées à Metz ont été licenciées le 1er février 1816. Il en fut de même des autres demeurées dans les places du nord, depuis Le Havre jusqu'à Givet. 
Le 2e régiment d'artillerie à pied est alors réorganisé sous le titre de « régiment de Metz », au moyen du dépôt, de deux compagnies et demie conservées, et des anciens canonniers, encore liés au service, des départements de la Marne, de l'Aube, de la Moselle, de la Meuse et de la Haute-Marne.
Pour les hommes renvoyés dans leurs foyers, les uns rappelés suivant le même principe, servirent à recomposer les autres régiments d'artillerie. L'excédant entra dans la formation des compagnies d'artillerie attachées aux légions d'infanterie départementale, en exécution de la loi du 23 novembre 1815. 
En 1820, le « régiment de Metz » prend le nom de « 2e régiment d'artillerie à pied ».
Le 9 octobre 1829 le  « 2e régiment d'artillerie à pied » est réorganisé à Strasbourg et devient le  « 2e régiment d'artillerie mixte ». Il est alors composé de 3 batteries à cheval, (provenant des 4e, 5e et 6e batteries de l'ex-1er régiment d'artillerie à cheval), et de 13 batteries du corps, dont 6 furent montées.
Le 18 septembre 1833, il est réduit à 12 batteries : 3 à cheval, 9 montées et un dépôt, trois batteries permettant la formation du 12e nouveau régiment d'artillerie . 
Les garnisons parcourues par le régiment sont Metz en 1816, Auxonne en 1820, Valence en 1822, Strasbourg en 1825, Metz en 1830, La Fère en 1835, Vincennes en 1838, Douai en 1842, Bourges en 1845, Metz en 1848, et Valence en 1852.

### Deuxième République
Après le coup d'État du 2 décembre 1851, commis par Louis-Napoléon Bonaparte qui envisage de rétablir l'Empire, des insurrections éclatent dans plusieurs départements de province. Le 2e régiment d'artillerie combat les insurgés de la Drôme.

### Second Empire
En 1854, il fut atteint par la fâcheuse organisation qui marque cette année. Par des motifs absolument incompréhensibles, les vieilles traditions ont été brisées. La plupart des régiments changèrent de numéros, et le 2e régiment d'artillerie perdit le rang qu'il possédait depuis si longtemps. Il devint le 15e régiment d'artillerie à cheval en ne conservant que son état-major et ses 3 batteries à cheval et 1 batterie montée qui fut transformée. En 1860 le 15e régiment d'artillerie à cheval devint le 19e régiment d'artillerie à cheval.
Un nouveau 2e régiment est formé à Besançon en 1854, sous le titre de « 2e régiment d'artillerie à pied » pour remplacer le précédent. Il fut composé avec 4 batteries du 4e régiment d'artillerie à pied, 4 batteries du 7e régiment d'artillerie à pied et 4 batteries du 13e régiment d'artillerie à pied.
- 1854 : Siège de Sébastopol
- 1859 : Bataille de Solférino

Ce régiment quitte Besançon en 1857 pour se rendre à Vincennes, puis à Strasbourg en 1863, à Alger en 1864 et à Grenoble en 1867.
Ce corps est devenu en 1866 le « 2e régiment d'artillerie de réserve », et est mis en 1867 sur le pied de 4 batteries à pied et de 8 batteries montées.

### De 1871 à 1914
A la réorganisation de 1872, il conserve son dépôt et 8 batteries, reçoit les 3e et 4e batteries du 19e régiment d'artillerie à cheval, et cède au 16e régiment d'artillerie 1 batterie, au 24e régiment d'artillerie 2 batteries, au 29e régiment d'artillerie 6 batteries, et au 30e régiment d'artillerie 3 batteries.
En 1873, il est attaché à la 14e brigade d'artillerie et subit une nouvelle modification dans sa composition. Il reçoit du 6e régiment d'artillerie  1 batterie à pied, et lui cède une batterie à cheval. Il cède, en outre, 2 batteries au 36e régiment d'artillerie, et transforme en batterie montée sa 2e batterie à cheval.

### Première Guerre mondiale

#### Affectation
En casernement à Grenoble
14e brigade d'artillerie, artillerie de la 27e division d'infanterie.
Composition : 3 groupes de 9 batteries de 75 (36 canons). 

#### 1914
- 28 août au 8 septembre 1914 : Siège de Maubeuge
- 2 novembre : arrivée au front sur le Maubrun à Ambleny
- 12 novembre : tirs sur le plateau du Nouvron à Vingré ainsi que sur la commune de Tartiers au lieu-dit "la raperie de Vaugerins"
- 14 novembre : arrivée à Serche, sur le plateau de la ferme du pavillon

#### 1915
- Janvier : participation à l'attaque de la cote 132 vers Crouy, puis subit la contre-attaque allemande dès les 12 et 13 janvier. Le 2e RAC reste seul sur la ferme du pavillon, puis va à la rue du moulin à Serche avant de finalement reprendre sa position le 15 janvier au pavillon
- Juillet : tirs sur « le moulin » et sur « laffaux »
- 28 octobre : installation à Vauxbuin près de Soissons
- 19 novembre : le 2e RAC devient le 101e régiment d'artillerie de campagne

#### 1916
- Février-mars : participation à la bataille de la cote 186 à Cormicy
- 25 avril : couverture de l'attaque du "bois des buttes" et du "bois francoboche" à Pontavert près de Craonne

#### 1917
- 24 janvier : positionnement à Bourg-et-Comin puis le 28 janvier 1917 au Breuil, et, enfin, en mars, à la ferme Perriere à Crouy où il y aura 3 blessés dans le 24e bataillon
- 13 avril : arrivée au chemin des Dames, à la ferme d'Antioche (commune de Vauxaillon) et soutien à l'attaque du "moulin Lafay", de la "ferme Moissy" et du "mont des singes" par le corps colonial
- Avril : après un repos à l'usine Piat près de Reims, une partie du régiment monte, le 23 avril à Celles-sur-Aisne. Le 25, ceux restés au repos dans l'usine seront bombardés et il y aura de nombreux morts. Le lendemain le régiment sera attaqué à Celles-sur-Aisne et là aussi il y aura des victimes
- Fin avril et début mai : participation à la prise des fermes dites des Colombes et de Montgarni
- 10 septembre: positionnement à Benay
- Octobre : Bataille de la Malmaison

#### 1918
- Février : positionnement à Saint-Remy-sous-Barbuise
- 24 février : le 101e RAC (qui était précédemment le 2e RAC) devient le 104e régiment d'artillerie de campagne et est équipé de canons de 155
- Mars : positionnement à Mourmelon-le-Petit
- 9 mai : arrivée en Belgique entre Ypres et Abeele où il sera attaqué aux obus chimiques le 23 mai
- 16 juillet : bois de Boursault

Franchissement de la Marne sur un pont de bateaux en bois au Port de Binson à Baslieux-sous-Châtillon
- 24 août : positionnement à Sept-Saulx sur les bords du canal
- 26 septembre : participation à la prise du Mont sans nom à Baconnes
- Octobre : participation à la prise de Saint-Étienne, des Arnes puis est positionné à Sainte-Marie-à-Py où le régiment tirera ses derniers coups de canons

Le régiment sera déplacé au Mont-Saint-Remy puis à Vouziers. C'est ici que, le 11 novembre 1918, les soldats apprendront la fin de la guerre contre les armées allemandes.

### Seconde Guerre mondiale
En 1940 sous le nom de 2e régiment d'artillerie de montagne, il appartenait à la 28e division d'infanterie alpine avec le 97e régiment d'infanterie alpine, le 99e régiment d'infanterie alpine, la 25e demi-brigade de chasseurs alpins (7e, 27e et 47e bataillons de chasseurs alpins), le 202e régiment d'artillerie lourde divisionnaire, le 22e groupe de reconnaissance divisionnaire et tous les services (sapeurs mineurs, télégraphique, compagnie auto de transport, groupe sanitaire divisionnaire, groupe d'exploitation, etc.).

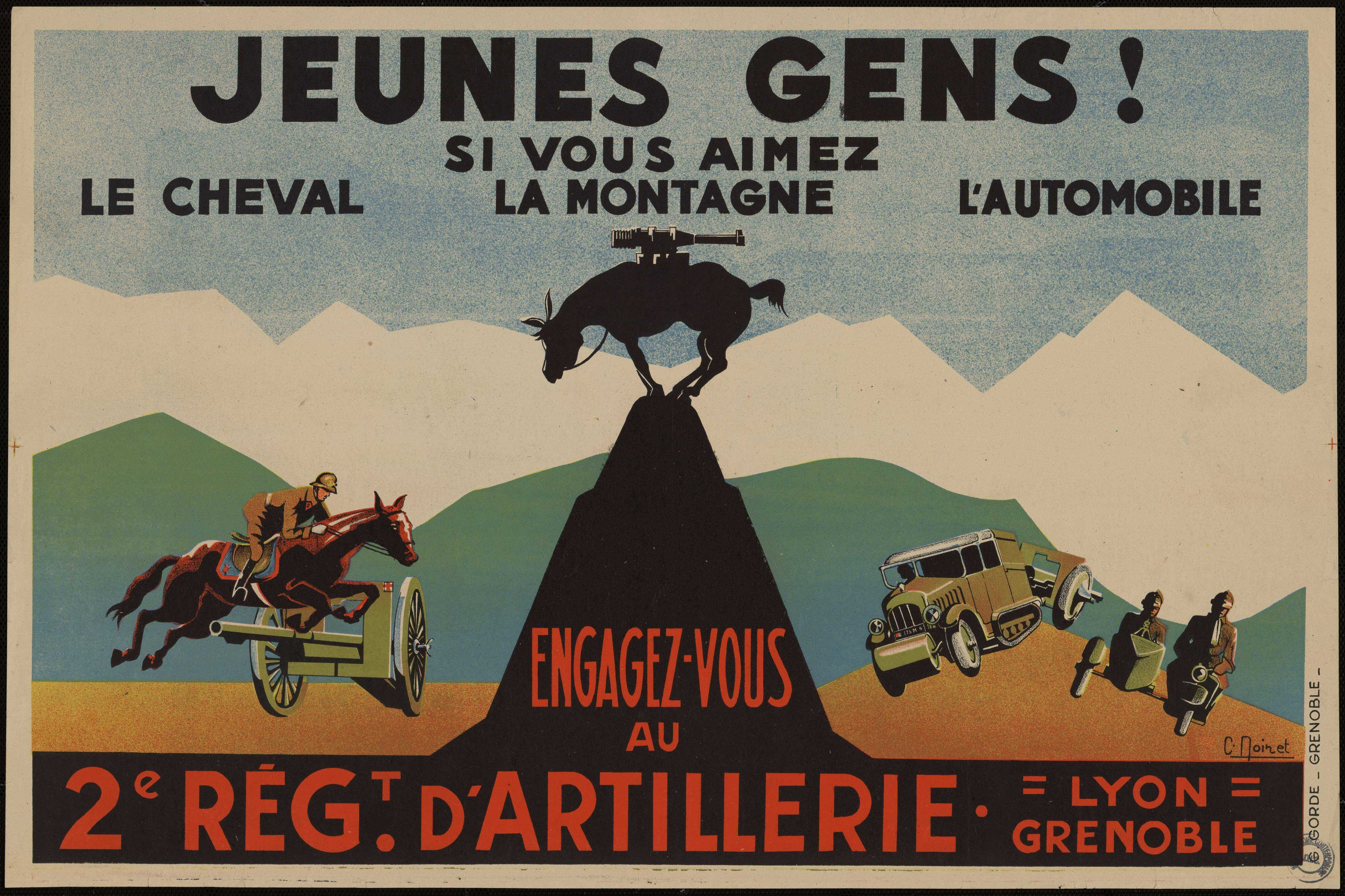
Affiche de recrutement pour le 2e RAM sous Vichy.

Le 2e régiment d'artillerie de montagne continue d'exister dans l'Armée de Vichy, comme régiment d'artillerie de la 14e division militaire, jusqu'à sa dissolution après l'invasion de la zone libre en novembre 1942.

### De 1945 à nos jours
juillet 1996-novembre 1996 : Bosnie - mostar. Batterie d'artillerie neretva au sein de l'IFOR.[style à revoir]

## Traditions et uniformes

### Devise

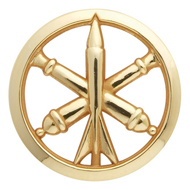
Insigne de béret d'artillerie

"Le second de personne", parce que le premier toujours.

## Unités
- 1re Batterie (bleu) : "Ne pas subir"
- 2e Batterie (rouge): " Faire face"
- 3e Batterie (vert) : "Primus inter pares"
- 4e Batterie (jaune) : " toujours perseverer"
- 11e Batterie Instruction (orange)
- BCS Batterie Commandement et Services (blanc): "Soutenir sans subir"
- Batterie de commandement et de logistique (gris et blanc)
- Batterie de défense et d'instruction (bleu et rouge)
- Batterie d'Observation

## Étendard
Il porte, cousues en lettres d'or dans ses plis, les inscriptions suivantes :
- Zurich 1799
- Marengo 1800
- La Moskova 1812
- Sébastopol 1854-1855
- Champagne 1915
- Verdun 1916
- La Malmaison 1917

## Décorations
La 101e batterie de tranchée du 2e régiment d’artillerie de campagne (ex-124e batterie du 6e régiment d’artillerie reçoit la fourragère aux couleurs du ruban de la Croix de guerre 1914-1918 le 9 novembre 1917.

## Personnalités ayant servi au2ed'Artillerie
- Jean Charles Abbatucci (1770-1796), général d'empire, au grade de sous-lieutenant de 1787 à 1790 ;
- Augustin Gabriel d'Aboville (1773-1820), général d'empire, major du régiment ;
- Étienne André Bapst (1856-1935), chef de corps de 1909 à 1912 ;
- Alexandre Berthier de Grandry (1745-1832), alors lieutenant-colonel
- Joseph Bernard Antoine de Boysson (1892-1946), polytechnicien, ingénieur aéronautique ;
- Joseph Brugère (1841-1918), général, lieutenant au régiment en 1863 ;
- André Citroën (1878-1935), ingénieur et industriel ;
- Louis Gentil (1896-1945), polytechnicien, général, Compagnon de la Libération
- Édouard Laffon de Ladebat (1849-1925), général, capitaine au régiment en 1879 ;
- Charles-Philippe-Auguste, chevalier Leopold (1824-1899), Lieutenant au régiment et chevalier de la Légion d'Honneur en 1854;
- Guillaume Stanislas Marey-Monge (1796-1863), comte de Péluse, général et homme politique , capitaine et adjudant-major au régiment en 1826 ;
- Pierre Joseph Pron (1785-1866), général de brigade alors capitaine, il est fut blessé deux fois devant Capri et une fois devant Messine[9].

## Sources et bibliographie
- Henri Kauffert : Historique de l'artillerie française
- Louis Susane : Histoire de l'artillerie Française
- Historiques des corps de troupe de l'armée française (1569-1900)
- Maurice Loir, Au drapeau ! Récits militaires extraits des mémoires de G. Bussière et E. Legouis, du Cte de Ségur, du maréchal Masséna, du général Vte de Pelleport,... et des journaux, 1897, 312 p. (lire en ligne), p. 297 et suivantes